# 30264 Galluccio
30264 Galluccio este o planetă minoră (asteroid) din centura de asteroizi. A fost descoperită pe 26 aprilie 2000 la Stația Anderson Mesa de Lowell Observatory Near-Earth-Object Search. 
Obiectul prezintă o orbită caracterizată de o semiaxă mare de 2,5251067 UAi, o excentricitate de 0,14, o înclinație de 3,93591 ° în raport cu ecliptica.